# Fusobacteriales
Die Fusobacteriales sind eine Ordnung von Bakterien. Es handelt sich um die einzige Ordnung der Klasse Fusobacteriia, welche wiederum das einzige Mitglied der Abteilung Fusobacteria ist.

## Merkmale und Stoffwechsel
Die Mitglieder der Fusobacteria sind obligat anaerobe, nicht sporenbildend und gram-negativ. Es handelt sich oft um stäbchenförmige Bakterien. Auch spindelförmige oder pleomorphe Formen sind vorhanden. Der Stoffwechsel beruht auf der Fermentation (auch als Gärung bezeichnet). Als Endprodukte produzieren sie eine Vielzahl von verschiedenen organischen Säuren. Oft wird Buttersäure produziert. Die Art Propionigenium modestum nutzt Natriumionen (Na+) anstatt Wasserstoffprotonen (H+), um mit Hilfe einer ATPase ATP zu erzeugen. Die Natriumionen werden hierzu durch die Membran nach außen gepumpt. Die hierfür benötigte Energie gewinnt das Bakterium durch die Spaltung von Succinat zu Propionat und Kohlendioxid (CO2). Der entstehende Protonengradient (es befindet sich mehr Na+ außerhalb der Zelle als innerhalb) wird dann durch die Natrium-ATPase zur Bildung von ATP genutzt.

## Systematik
Seit den ersten Berichten im späten neunzehnten Jahrhundert wurden verschiedene Namen für diese Organismen verwendet, wobei manchmal derselbe Name für verschiedene Arten verwendet wurde. In jüngerer Zeit gab es nicht nur Änderungen in der Nomenklatur, sondern auch Versuche, zwischen Arten zu unterscheiden, von denen man annimmt, dass sie entweder pathogen oder kommensal oder beides sind. Aufgrund ihrer asaccharolytischen Natur und einer allgemeinen Seltenheit positiver Ergebnisse bei biochemischen Routinetests war die Identifizierung der Fusobakterien im Labor bisher schwierig. Die Anwendung neuer molekularbiologischer Techniken auf die Taxonomie hat jedoch eine Reihe neuer Arten etabliert, zusammen mit der Subspeziation von Fusobacterium necrophorum und Fusobacterium nucleatum, und neue Methoden zur Identifizierung bereitgestellt. Die Beteiligung von Fusobakterien an einem breiten Spektrum menschlicher Infektionen, die Gewebsnekrosen und Septikämien verursachen, ist seit langem bekannt, und in jüngerer Zeit wurde über ihre Bedeutung bei intra-amniotischen Infektionen, vorzeitigen Wehen und tropischen Geschwüren berichtet.
Seit den ersten Berichten über Fusobakterien im späten neunzehnten Jahrhundert hat die Vielfalt der Artnamen zu einer gewissen Verwirrung innerhalb der Gattungen Fusobacterium und Leptotrichia geführt. Neuere Untersuchungsmethoden haben jedoch zu einem besseren Verständnis der Taxonomie geführt, mit der Beschreibung von mehreren neuen Arten von Fusobakterien. Zu den neu beschriebenen Arten gehören Fusobacterium ulcerans aus tropischen Geschwüren und mehrere Arten aus der Mundhöhle. Eine Subspeziation der wichtigen Arten F. necrophorum und F. nucleatum ist ebenfalls möglich. Es ist wahrscheinlich, dass die Taxonomie der Fusobakterien in Zukunft weiter entwickelt wird.
Die Fusobacteriales sind die einzige Ordnung der Klasse der Fusobacteriia (Stand November 2020). Diese Klasse zählt wiederum zu der Abteilung Fusobacteria. Diese Abteilung wurde im Jahr 2001 von George M. Garrity und John G. Holt aufgestellt, Fusobacteriia ist die einzige Klasse.
Zu der Ordnung Fusobacteriales werden zwei Familien gestellt, die Fusobacteriaceae und die Leptotrichiaceae. Es folgt eine Liste der zugehörigen Gattungen (Stand November 2020):
- Fusobacteriaceae Staley & Whitman 2012
  - Cetobacterium Foster et al. 1996
  - Fusobacterium Knorr 1922 (Approved Lists 1980) (Typusgattung), mit Typusart Fusobacterium nucleatum sowie Fusobacterium necrophorum
  - Hypnocyclicus Roalkvam et al. 2015
  - Ilyobacter Stieb & Schink 1985
  - Propionigenium Schink and Pfennig 1983
  - Psychrilyobacter Zhao et al. 2009, mit Typusart Psychrilyobacter atlanticus

- Leptotrichiaceae Staley & Whitman 2012
  - Caviibacter Eisenberg et al. 2016
  - Leptotrichia Trevisan 1879, mit Typusart Leptotrichia buccalis und Leptotrichia shahii
  - Oceanivirga Eisenberg et al. 2016
  - Pseudoleptotrichia Eisenberg et al. 2020
  - Pseudostreptobacillus Eisenberg et al. 2020
  - Sebaldella Collins & Shah 1986, mit Typusart Sebaldella termitidis
  - Sneathia Collins et al. 2002, mit nur zwei Arten, darunter die Typusart Sneathia sanguinegens
  - Streptobacillus Levaditi et al. 1925 (Approved Lists 1980), mit Typusart Streptobacillus moniliformis

## Krankheitserreger
Auch krankheitserregende (pathogene) Arten sind in der Abteilung der Fusobacteria zu finden. So sind Arten von Fusobacterium an Parodontitis beteiligt.   Andererseits zählen Vertreter von Fusobacterium auch zu der normalen Flora des Menschen, sind also nicht zwingend (obligat) pathogen. So kommen sie z. B. in der Mundhöhle und im Darm von gesunden Menschen vor. Streptobacillus moniliformis löst das Rattenbissfieber aus.
Einige Arten der Gattung Fusobacterium, vor allem Arten die früher zu der Gattung Sphaerophorus gestellt wurden, können Sphaeroplasten bilden. Hierbei stoßen sie die Zellwand ab. Aufgrund dessen wirken hier auf die Zellwand zielende Antibiotika meist schlechter. Zu diesen Arten zählt z. B. Fusobacterium varium.
Arten von Fusobacterium (darunter Fusobacterium nucleatum) werden auch mit der Tumorbildung beim Menschen mit in Verbindung gebracht. Verschiedene Untersuchungen zeigten eine auffällige Häufigkeit dieser Bakterien in Tumoren.